# فاليري ويلينغتون
فاليري ويلينغتون (بالإنجليزية: Valerie Wellington)‏ هي مغنية أوبرا وممثلة أمريكية، ولدت في 14 نوفمبر 1959 في شيكاغو في الولايات المتحدة، وتوفيت في 2 يناير 1993 في مايوود في الولايات المتحدة بسبب أم الدم داخل القحف.

## وصلات خارجية
- فاليري ويلينغتون على موقع IMDb (الإنجليزية)
- فاليري ويلينغتون على موقع ميوزك برينز (الإنجليزية)
- فاليري ويلينغتون على موقع أول موفي (الإنجليزية)
- فاليري ويلينغتون على موقع قاعدة بيانات الأفلام السويدية (السويدية)
- فاليري ويلينغتون على موقع ديسكوغز (الإنجليزية)
- فاليري ويلينغتون على موقع قاعدة بيانات الفيلم (الإنجليزية)